# Ali do Hejaz
Ali ibne Huceine, GBE (علي بن الحسين; Meca, 1880 - Bagdá, 14 de fevereiro de 1935), foi o segundo e último Rei do Hejaz e Xerife de Meca entre 1924 e 1925, substituindo seu pai, Huceine ibne Ali. Foi um dos líderes da Revolta Árabe de 1916. 

## Biografia

### Reinado
Segundo a Casa Real da Jordânia, após a abdicação de Huceine, em 1924, Ali foi proclamado Rei do Hejaz, tendo então se mudado de Meca  para Gidá. 
Ele reinou até o final de 1925, tendo depois se mudado para Bagdá para ficar com seu irmão, o rei Faisal I, atuando como regente em sua ausência.  

### Família
Ali teve um filho, o príncipe AbdulIlah, que trabalhou na corte do rei Gazi bin Faisal do Iraque, e quatro filhas.  
Sua irmã Aliya era, justamente, casada com o rei Gazi. 

### Morte
Ali ibne Huceine morreu em Bagdá em 1935.